# 苦雨戀春風
《苦雨戀春風》（英語：Written on the Wind）是道格拉斯·塞克的經典作品之一，於1956年拍成，充滿自身的風格，在視覺上尤甚大膽而突兀。

## 內容
主角Kyle Hadley長期受失敗和挫折打擊，終日以酒精麻醉他的性恐懼心理，甚至結婚後因為不育的恐懼而拒絕與Lucy Moore生養孩子。
他的妹妹Marylee，一個內心充滿熱情和欲望的少女，亦因為Hadley的墮落而愛上隨便的Mitch Wayne。她與情人之間的愛情很快轉變成暴力，最後玩火焚身。
身體孱弱而意志力又薄弱的Hadley則與疾病及死亡相連接，象徵了他對“性”的無能為力，加重了他的挫折感和焦慮，所以最後亦步向死亡。

## 主要演員
- 洛·克遜 ..... Mitch Wayne
- 羅蓮·比歌 ..... Lucy Moore Hadley
- 羅拔·史德 ..... Kyle Hadley
- 多羅茜·馬龍 ..... Marylee Hadley
- Robert Keith ..... Jasper Hadley
- Grant Williams ..... Biff Miley
- Edward Platt ..... Dr. Paul Cochrane

## 提名與獲獎
- 奧斯卡最佳女配角獎 ﹣多羅茜·馬龍獲獎
- 奧斯卡最佳男配角獎 ﹣羅拔·史德，提名
- 奧斯卡最佳歌曲獎 ﹣提名
- 金球獎最佳電影女配角 ﹣多羅茜·馬龍提名

## 外部連結
- 互联网电影数据库（IMDb）上《苦雨戀春風》的资料（英文）
- AllMovie上《Written on the Wind》的资料（英文）
- Criterion Collection essay by Laura Mulvey （页面存档备份，存于）